# آی کیو (گروه موسیقی)
آی کیو (به انگلیسی: Eye Cue) گروه موسیقی اهل مقدونیه است.
آن ها نماینده مقدونیه در یوروویژن ۲۰۱۸ بودند.